# LevelDB
 (février 2013).
Si vous disposez d'ouvrages ou d'articles de référence ou si vous connaissez des sites web de qualité traitant du thème abordé ici, merci de compléter l'article en donnant les références utiles à sa vérifiabilité et en les liant à la section « Notes et références ».
 (février 2013).
LevelDB est un système de gestion de base de données libre, de type NoSQL, développé par Google.